# Max Grothusen
Max Grothusen (* 24. September 1903 bei Antwerpen; † 24. November 1984 in West-Berlin) war ein deutscher Schauspieler, Hörspiel- und Synchronsprecher.

## Leben
Grothusen trat als Theaterschauspieler an zahlreichen deutschsprachigen Bühnen auf. Zu seinen Theaterstationen zählen das Thalia Theater in Hamburg, Stendal, Landsberg, Schleswig, Bielefeld sowie das Schiller- und das Schloßparktheater in Berlin.
Neben seiner Bühnentätigkeit übernahm Grothusen sporadisch auch Rollen in Film- und Fernsehproduktionen. Er spielte in Fritz Genschows Rotkäppchen-Adaption, in Hanns Korngiebels Fernsehinszenierung von Émile Zolas Thérèse Raquin, Egon Monks Mehrteiler Bauern, Bonzen und Bomben nach Hans Fallada sowie in einer wiederkehrenden Rolle in der Jugendserie Alles dreht sich um Michael mit Michael Nowka in der Hauptrolle.
Zudem wirkte Grothusen bei Rundfunkprogrammen des RIAS Berlin mit, vor allem im Bereich Schulfunk und Kinderfunk. Besonders umfangreich arbeitete er als Sprecher für Hörspielproduktionen. Zwischen 1977 und 1983 verkörperte er für den HR in verschiedenen Hörspielen den siebzigjährigen Rentner Otto, der sich gemeinsam mit seiner Ehefrau Lisa mit Alltagssituationen und der Veränderung des Rollenbildes auseinandersetzen muss. Als Lisa stand Grothusen in den ersten Folgen – Menschärgeredichnicht, Mengenlehre, Der Mann mit dem Boot, Jugendliebe – noch Edith Heerdegen zur Seite. Nach deren Tod wurde die Rolle für die nächsten Teile – Sicher ist sicher, Verdammte Ruhe, Banditen, Was hat jetzt die, was ich nicht hab und Ebbe und Flut – von Inge Birkmann übernommen.
Als Synchronsprecher lieh Grothusen seine Stimme unter anderem Ray Teal in Johanna von Orléans und George Woodbridge in Hafen der Versuchung.

## Filmografie (Auswahl)
- 1953: Rotkäppchen
- 1955: Vor Gott und den Menschen
- 1956: Die Nacht im Jägerhaus
- 1965: Die letzte Vorstellung
- 1966: Thérès Raquin
- 1975: Hauptlehrer Hofer
- 1968: Alles dreht sich um Michael
- 1970: Wer ist der nächste?
- 1971: Die Weber
- 1973: Bauern, Bonzen und Bomben
- 1980: Hungerjahre – in einem reichen Land

## Theater
- 1947: William Shakespeare: Wie es euch gefällt – Regie: Werner Kelch (Renaissance-Theater Berlin)
- 1947: Friedrich Hebbel: Judith – Regie: Karlheinz Martin (Hebbel-Theater Berlin)
- 1948: Johann Wolfgang von Goethe: Egmont (Ein Zimmermann) – Regie: Karl Meixner (Hebbel-Theater Berlin)
- 1950: Albert Camus: Die Gerechten – Regie: Willi Schmidt (Hebbel-Theater Berlin)
- 1955: Rawlings Stuart Boone: Von Mensch zu Mensch – Regie: Rudolf Noelte (Schlosspark Theater Berlin)
- 1955: William Faulkner: Requiem für eine Nonne – Regie: Erwin Piscator (Schlosspark Theater Berlin)
- 1956: William Shakespeare: Heinrich IV. (Blunt) – Regie: Josef Gielen (Schiller Theater Berlin)
- 1956: Ernst Barlach: Der arme Vetter (Schiffer Bolz) – Regie: Hans Lietzau (Schiller Theater Berlin)
- 1956: Marcel Pagnol: Gottes liebe Kinder – Regie: Boleslaw Barlog (Schiller Theater Berlin)
- 1956: Ernst Barlach: Der arme Vetter (Schiffer Bolz) – Regie: Hans Lietzau (Schiller Theater Berlin)
- 1957: Walter Hasenclever: Ein besserer Herr – Regie: Hans Lietzau (Schlosspark Theater Berlin)
- 1960: Molière: Don Juan – Regie: Fritz Kortner (Schiller Theater Berlin)
- 1961: Jean Anouilh: Becket oder die Ehre Gottes – Regie: Willi Schmidt (Schiller Theater Berlin)
- 1965: Bertolt Brecht: Leben des Galilei – Regie: Hansjörg Utzerath (Schiller Theater Berlin)
- 1966: Molière: Der Menschenfeind (Basque, Diener bei Célimène) – Regie: Hans Schweikart (Schlosspark Theater Berlin)
- 1968: Georg Büchner: Dantons Tod (Zweiter Henker) – Regie: Liviu Ciulei (Schiller Theater Berlin)
- 1973: Henrik Ibsen: Ein Volksfeind – Regie: Peter Fitzi (Schiller Theater Berlin)
- 1980: Arno Holz: Sozialaristokraten – Regie: Boy Gobert (Schlosspark Theater Berlin)
- 1982: Ferdinand Bruckner: Elisabeth von England – Regie: Rudolf Noelte (Freie Volksbühne Berlin)

## Hörspiele (Auswahl)
- 1946: Tobby; Regie: Hanns Korngiebel, RIAS
- 1946: Paul Osborn: Galgenfrist (Mr. Brink, der Tod), – Regie: Hanns Korngiebel (RIAS Berlin)
- 1947: Chopin; Regie: Hanns Korngiebel, RIAS
- 1947: Aschenputtel; Regie: Hanns Korngiebel
- 1948: Das Ghetto stirbt; Regie: Hanns Korngiebel, RIAS
- 1949: Des Lebens Überfluß; Regie: Alice Decarli, RIAS
- 1949: Oleg Haupt: Geheimakte CB 200 (Zweiter Sprecher) – Regie: Robert Adolf Stemmle, NWDR
- 1950: Die Nackten und die Toten; Regie: Rudolf Noelte, RIAS
- 1951: Zwei im Zwielicht; Regie: Rolf von Goth, NWDR
- 1953: Das Spiel vom Kreuz; Regie: Hanns Korngiebel, RIAS
- 1955: Hugo von Hofmannsthal: Jedermann. Das Spiel vom Sterben des reichen Mannes (Schuldknecht) – Regie: Hans Bernd Müller (SFB)
- 1955: Wer wälzte den Stein; Regie: Curt Goetz-Pflug, SFB
- 1955: Agamemnon muß sterben (Wächter) von Rudolf Bayr – Regie: Hans Conrad Fischer, SFB
- 1956: Abenteuer der Straße; Regie: Carlheinz Riepenhausen, SFB
- 1958: Auf der Strecke nach D. (Arbeiter) von Dieter Meichsner – Regie: Curt Goetz-Pflug, SFB
- 1961: Betsie; Regie: Hans Lietzau, RIAS
- 1962: Zur Rose und Krone; Regie: Rolf von Goth, SFB
- 1965: Der Krippenesel; Regie: Siegfried Niemann, SFB
- 1967: Abels Tod; Regie: Siegfried Niemann, SFB
- 1974: Rheinpromenade; Regie: Otto Düben, SDR
- 1976: Das Minarett, das zum Mond fliegt; Regie: Otto Düben, SDR
- 1977: Der Fünfundsiebzigste; Regie: Otto Düben,
- 1977: Menschärgeredichnicht; Regie: Hans Drawe, HR
- 1977: Mengenlehre; Regie: Hans Drawe, HR
- 1977: Der Mann mit dem Boot; Regie: Otto Düben, HR
- 1978: Jugendliebe; Regie: Hans Drawe, HR
- 1979: Eine ganz alte Geschichte; Regie: Hans Drawe, HR
- 1980: Der Pflegekünstler; Regie: Otto Düben, SFB
- 1980: Einige Philosophen im Club; Regie: Ingomar von Kieseritzky, WDR
- 1980: Der Aufbruch; Regie: Otto Düben, SR
- 1980: Oh, diese Herbsttage, diese allerletzten Herbsttage; Regie: Bernd Lau, SFB.
- 1981: Könige, Brüder; Regie: Hans Bernd Müller, SDR.
- 1981: Kakteenwald; Regie: Hans Bernd Müller, SR.
- 1982: Der Versuch, ein Lied zu singen; Regie: Jonatan Briel, SFB.
- 1983: Das Barometer; Regie: Hans Draw, HR.
- 1983: Sicher ist sicher; Regie: Hans Drawe, HR.
- 1983: Verdammte Ruhe; Regie: Hans Drawe, HR.
- 1983: Banditen; Regie: Hans Drawe, HR.
- 1983: Was hat jetzt die, was ich nicht hab; Regie: Hans Drawe, HR.
- 1983: Ebbe und Flut; Regie: Hans Drawe, HR.
- 1984: Das harte Leben; Regie: Otto Düben, SDR.